# Trdnjava Deravar
Trdnjava Deravar (pandžabsko, urdujsko: قِلعہ ڈیراور) je trdnjava v tehsilu Ahmadpur East okrožja Bahavalpur v Pandžabu v Pakistanu. Približno 20 km južno od mesta Ahmedpur East je štirideset bastijonov Deravarja vidnih več milj v puščavi Čolistan. Obzidje ima obseg 1500 metrov in je visoko do trideset metrov.

## Zgodovina
Puščava Čolistan obsega zahodno območje puščave Thar v sodobnem Pakistanu, kjer so prisotni arheološki dokazi, da je bilo območje nekoč naseljeno s kulturo doline Inda. Ta kultura je nekoč uporabljala reko Hakra za podporo svojemu kmetijskemu življenjskemu slogu. Okoli leta 600 pred našim štetjem je reka spremenila tok, zaradi česar je v bistvu izginila v zemljo. zaradi tega premika reke je območje postalo suha puščava, ki ni bila več za človeško bivanje. še vedno obstajajo dokazi o do ducatu utrdb. Utrdba Deravar je najboljša ohranjena struktura od preostalih ruševin.
Čeprav dežela ni mogla več podpirati naselbine, je še vedno lahko postala pomemben del trgovske poti, ki je povezovala Srednjo Azijo z Indijsko podcelino. Postala je tudi romarska pot za tiste, ki potujejo v Meko, sveto islamsko mesto iz Indije ali obratno.
Trdnjava Deravar je bila zgrajena leta 858 pod kraljevanjem Rai Džadžja Bhatija, hindujskega radžputskega vladarja klana Bhati, kot poklon cesarju Ravalu Deoraju Bhatiju iz kraljeve hiše Džaisalmer, ki je imel svojo glavno mesto v Lodhruvi. Trdnjava je bila sprva znana kot Dera Raval, kasneje pa kot Dera Ravar, ki se je sčasoma začela izgovarjati kot Deravar, kar je njeno današnje ime. Meergarh, Džaangarh, Marotgarh, Maudžgarh, Dingarh, Khangarh, Khairgarh, Bidžnotgarh in Islamgarh so trdnjave, ki so se raztezale čez puščavo in ustvarjale verigo trdnjav, ki naj bi nudile zatočišče popotnikom. Od vseh teh trdnjav Deravar velja za najboljši ohranjeni primer.
V 18. stoletju so trdnjavo prevzeli muslimanski Navabi iz Bahavalpurja iz plemena Šahotra. Pozneje jo je leta 1732 prenovil v sedanji obliki abasijev vladar Navab Sadek Mohamed, vendar je leta 1747 utrdba zdrsnila iz njihovih rok zaradi Bahaval Kanovih zaskrbljenosti v Šikarpurju. Navab Mubarak Kan je trdnjavo zavzel leta 1804. 1000 let stare katapultne granate so našli v ruševinah blizu propadajočega zidu v trdnjavi. Trdnjava je tako dolgo preživela izključno zaradi doslednega prebivalstva, ki je tam ostalo. Številne druge zgradbe srednjeveške puščave so padle, ker niso imele prebivalstva, ki bi jih vzdrževalo.
Navab Sadek Mohamed Kan Abasi V., 12. in zadnji vladar države Bahavalpur, je bil rojen v utrdbi leta 1904.
Trdnjavo Deravar so sčasoma prevzeli Britanci in jo uporabljali za namestitev zapornikov, pa tudi za obešanje nesrečnih zapornikov.
v obdobju okrog vojne z Indijo leta 1965 je bilo več struktur znotraj utrdbe podrtih, da bi naredili prostor za urjenje.
Google Doodle je naredil priložnostni logotip trdnjave Deravar ob praznovanju 75. dneva neodvisnosti Pakistana. Po mnenju Googla trdnjava simbolizira pakistansko prilagodljivost in antiko.

## Struktura
Trdnjava je masivna in vizualno osupljiva kvadratna struktura, zgrajena iz glinenih opek. Stene so dolge 1500 metrov in so visoke do trideset metrov. Obstaja štirideset okroglih bastijonov, po deset na vsaki strani, ki so visoki 30 m in so vidni čez puščavo mnogo milj. Vsak bastijon je zapleteno okrašen z vzorci, vrezanimi v opeko. Notranjost je dokaz struktur, okrašenih s ploščicami in freskami. Sedanja trdnjava pokriva okoli 35 hektarjev zemlje.
Obstaja podzemna železnica, ki bi lahko cesarja pripeljala vse od njegovega gradu do trdnjave. Tam so še vedno podzemna bivališča, vendar je veliko odsekov dotrajanih. To območje ima zelo impresiven pasivni prezračevalni sistem, ki ohranja podzemno palačo zelo hladno.
Deravar je le en primer najrazličnejših oblik, pridobljenih iz kvadratne opeke. Te posebne oblike segajo med 16. in 18. stoletje, čeprav nekateri deli segajo že v 9. stoletje.
Motijeva ali Biserna mošeja in pokopališče Navabov sta v bližini in se ponašata z zelo zanimivimi grobovi. V bližini je tudi mošeja Abasi, ki je bila zgrajena leta 1849 za Navabovega osebnega vernika Pir Ghulama Farida. Samo malo vzhodno od trdnjave ležijo mavzoleji Navabov in njihovih družin. Obstaja tudi bogato okrašen kupolast marmorni mavzolej za angleško ženo zadnjega navaba.

## Prenova
Trdnjavo je leta 1732 leta 1732 obnovil vladar Abasi Navab Sadek Mohamed v njeni sedanji obliki. Leta 2019 je vlada province namenila vsoto 46 milijonov Rs za nadaljevanje ohranjanja trdnjave Deravar, ikonične zgradbe v puščavi Čolistan blizu Bahavalpurja. Končana so bila večja dela, vključno s konservacijo skladišča živilskega žita zunaj trdnjave, podzidanjem poškodovanih delov na sprednji in jugovzhodni strani bastijonov, zidov in ploščadi, podzidanjem severovzhodne strani bastijonov in obzidje, notranjost trdnjave in poševna tla, ki vodijo do baradarja in obzidje ob glavnih vratih.
Kljub prenovi se lokacija sooča s skrajnim propadanjem in zanemarjenostjo. Čeprav zunanja struktura služi kot pomemben primer zgodovine in pokrajine, notranjost propada zaradi hudih vremenskih razmer in nespoštljivih obiskovalcev in turistov. Leseno pohištvo je skoraj popolnoma izginilo, skupaj z notranjo tlemi, ki je propadla.

## Obisk Deravarja
Izlet v Deravar je celodnevni izlet, ki zahteva tri do štiri ure štirikolesne vožnje, ki jo vodijo lokalni vodniki. Trdnjava je še vedno v lasti družine vladarjev Bahavalpurja in vsakdo, ki namerava vstopiti vanjo, bi moral za vstop pridobiti posebno dovoljenje Amirja, saj gre za zasebno zemljišče.
Čeprav glavna trdnjava ni deležna obravnave, ki si jo zasluži, je še vedno veličasten kraj za obisk. Če si vzamete čas za raziskovanje okoliških mošej in mavzolejev, boste izboljšali to izkušnjo in naredili potovanje vredno potovanja za tiste, ki jih zanima obisk mesta.
V puščavi Čolistan vsako leto poteka jeep rally, ki se ga udeležijo ljudje z vsega sveta. Zaradi svoje priljubljenosti naj bi ga obiskalo več kot 70.000 ljudi. Reli poteka skozi tri okrožja v puščavi.

## Unescov poskusni seznam
Deravar in puščavske utrdbe Čolistan je pakistanska vlada leta 2016 predložila za uvrstitev na seznam svetovne dediščine. Strukture spominjajo na starodavna postajališča med trgovskimi potmi v puščavi, kjer v veliki meri primanjkuje vode. Deravar je še posebej omogočal dostop do vode, hkrati pa zagotavljal obrambo in zavetje. Lokacija je pomembna zaradi svoje vloge pri prepoznavanju političnih in družbenih dejavnikov, povezanih s trgovskimi potmi Afganistana, Pakistana in Indije.
Deravar se obravnava v skladu z merilom (iii), ki se nanaša na zagotavljanje pomembnega primera infrastrukture, zasnovane tako, da ustreza okoljskim okoliščinam sovražne puščave, hkrati pa zagotavlja vpogled v starodavno trgovino in kulturo, kot tudi merilo (v), ki trdi, da je Deravar izjemen primer interakcije arhitekture z omejenimi viri okolja.